# La Llanera (Sabadell)
La Llanera és una antiga fàbrica de Sabadell (Vallès Occidental) protegida com a bé cultural d'interès local.

## Descripció
La indústria "La Llanera S.A." presentava una organització de colònia fabril, si bé avui dia els habitatges dels treballadors han desaparegut. Es compon de diferents edificis. En primer lloc, un edifici de planta rectangular que estaria destinat a despatx tèxtil, la façana es realitza amb maó vist, element triat per a la decoració d'aquesta, així com pels altres edificis. A partir de la façana posterior d'aquest edifici s'organitza un grup de dotze naus de dents de serra, que han sofert modificacions al llarg del temps. El recinte està tancat per una nau de planta rectangular, l'accés de la qual es realitza per una gran reixa de ferro forjat que donen al pati que comunica als diversos edificis.

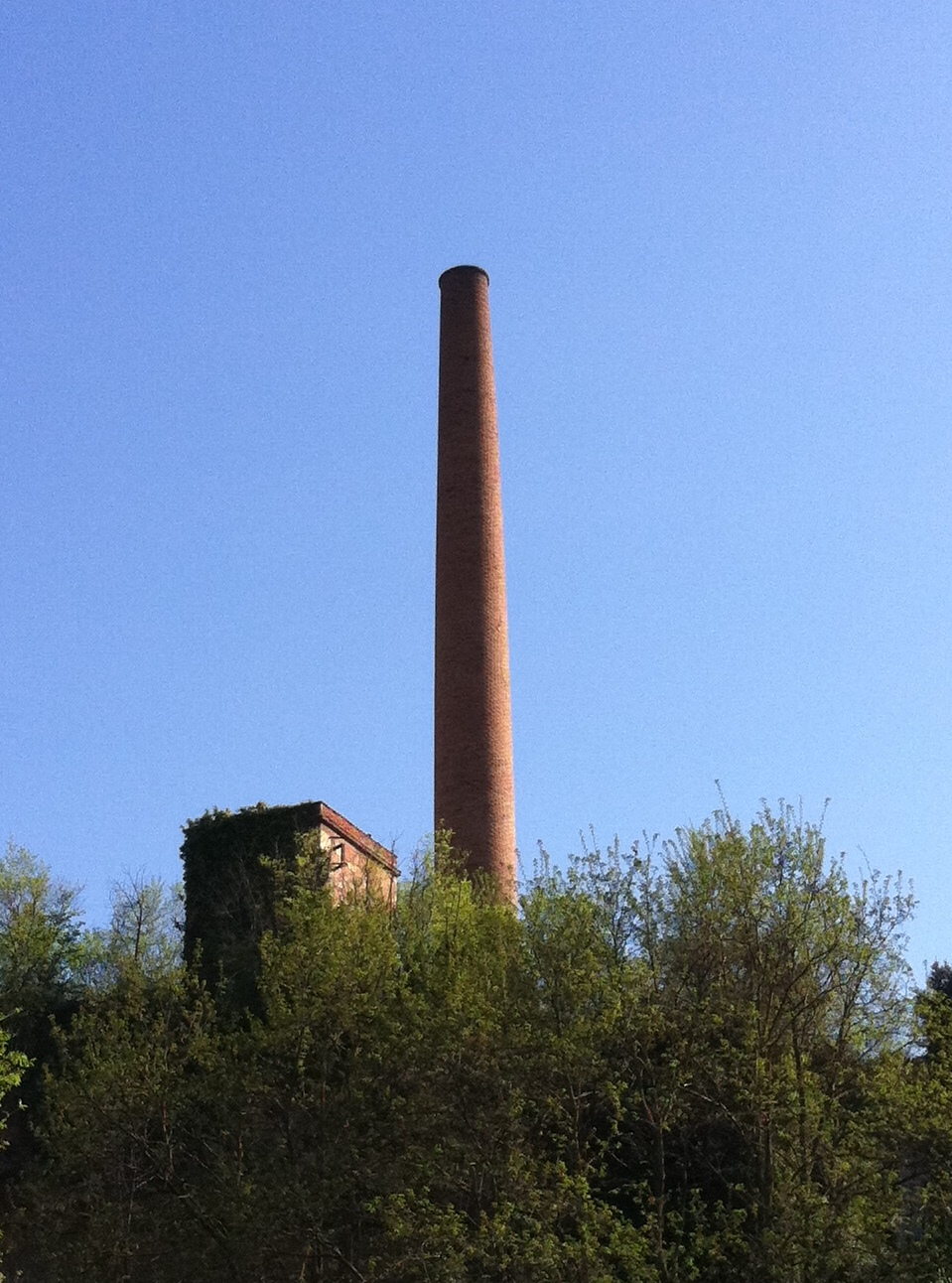
Xemeneia de la Llanera

La xemeneia de la fàbrica "La Llanera S.A." està situada al final de les naus. La base és de forma quadrada i de considerable alçada, sobre la qual s'aixeca la columna de la xemeneia. Presenta èntasi i està realitzada amb maó vist, destacant l'acabament, lloc on es concentra la decoració també efectuada a partir del maó vist.

## Història
El conjunt d'edificis que formen la fàbrica "La Llanera S.A." fou concebut des del principi com una colònia, comptant amb una zona amb habitatges destinats als treballadors, d'aquest conjunt de cases no queda resta res.
La indústria llanera, juntament amb la cotonera, fou un dels pilars de la indústria sabadellenca al llarg dels segles XIX-XX, que amb alternances formaren la base de la tradició industrial de la ciutat. Cal destacar l'emplaçament de la fàbrica, als marges del riu Ripoll, zona de poblament industrial i preindustrial, i on s'instal·laren els primers molins aprofitant la força motriu de l'aigua. Si bé aquesta no devia ésser el motiu que impulsà la instal·lació de la indústria en aquest indret destaca aquesta zona per la continuïtat de l'emplaçament industrial sabadellenc fins als nostres dies.